# كارولين ايشورن
كارولين ايشورن (بالإنجليزية: Karoline Eichhorn)‏ هي ممثلة ألمانية ولدت في 9 نوفمبر 1965،أشتهرت بدور شارلوت دوبلر في مسلسل دارك.
التحقت بمدرسة فولكوانغ المسرحية الشهيرة في إيسن من 1986 إلى 1989. ظهرت في مسرح Schaubühne الشهير، برلين في عام 1989، ثم انتقلت إلى Schauspielhaus Bochum حتى عام 1992، ثم عادت إلى Schaubühne حتى عام 1995. منذ ذلك الحين، مثلت في عدد كبير من الإنتاجات التليفزيونية الألمانية وكان لها ظهور رائع (وحائز على جوائز) في الأفلام السينمائية.

## وصلات خارجية
- كارولين ايشورن على موقع IMDb (الإنجليزية)
- كارولين ايشورن على موقع مونزينجر (الألمانية)
- كارولين ايشورن على موقع ألو سيني (الفرنسية)
- كارولين ايشورن على موقع ميوزك برينز (الإنجليزية)
- كارولين ايشورن على موقع أول موفي (الإنجليزية)
- كارولين ايشورن على موقع قاعدة بيانات الأفلام السويدية (السويدية)
- كارولين ايشورن على موقع ديسكوغز (الإنجليزية)
- كارولين ايشورن على موقع قاعدة بيانات الفيلم (الإنجليزية)
- كارولين ايشورن على موقع كينوبويسك (الروسية)

لم يتم العثور على روابط لمواقع التواصل الاجتماعي.